# Graham Sharman
Graham Sharman (ur. 18 listopada 1971 w Bristolu, Wielka Brytania) – australijski kolarz torowy pochodzenia brytyjskiego, srebrny medalista mistrzostw świata.

## Kariera
Największym sukcesem w karierze Sharmana jest zdobycie wspólnie ze Shane'em Kellym i Dannym Dayem srebrnego medalu w sprincie drużynowym na mistrzostwach świata w Bordeaux w 1998 roku. Na rozgrywanych rok wcześniej mistrzostwach świata w Perth zajął siódme miejsce w sprincie indywidualnym, a na mistrzostwach w Manchesterze w 1996 roku był dziesiąty. Stawał także na podium zawodów Pucharu Świata: zwyciężył w Hawanie w 1996 roku i Adelaide w 1997 roku, był drugi w Cali w 1996 roku oraz trzeci w Berlinie w 1998 roku. Ponadto Sharman jest czterokrotnym mistrzem Australii. Za swoje osiągnięcia sportowe został mianowany członkiem Australian Institute of Sport.